# Rossella Giordano
Rossella Giordano (Asti, 1º dicembre 1972) è una marciatrice italiana, tre volte medaglia d'argento alle Universiadi e vincitrice di quattro titoli nazionali.

## Biografia
È stata allenata da Sandro Damilano, presso la scuola mondiale di marcia, a Saluzzo. Vanta due partecipazioni ai Giochi olimpici, tre ai Campionati del mondo ed una ai Campionati europei.
Nelle stagioni sportive 1999 e 2000 è stata allenata dal tecnico astigiano Fabrizio Marello con il quale ha vinto una medaglia d'argento alle Universiadi di Palma de Maiorca sui 10km e siglato uno storico Record del Mondo sui 20km di marcia in pista in 1h30'48"3 a Lisbona sulla pista dell'Almada.
Nella parte terminale della carriera è stata allenata dal ex marciatore Gianni Perricelli.

## Record nazionali
Seniores
- Marcia 20000 metri: 1h30'48"3 ( Almada, 4 agosto 2000)

## Progressione

### Marcia 20 km
| Stagione | Tempo    | Luogo          | Data       | Rank. Mond. |
| -------- | -------- | -------------- | ---------- | ----------- |
| 2008     | 1h34'57" | Poděbrady      | 12-4-2008  |             |
| 2007     | 1h32'38" | Leamington Spa | 20-5-2007  |             |
| 2006     | 1h33'00" | Leamington Spa | 17-6-2006  |             |
| 2005     | 1h32'57" | Miskolc        | 21-5-2005  |             |
| 2004     | 1h30'28" | Naumburg       | 2-5-2004   |             |
| 2003     | 1h29'14" | Saint-Denis    | 24-8-2003  |             |
| 2002     | 1h31'10" | Torino         | 12-10-2002 |             |
| 2001     | 1h36'13" | Molfetta       | 24-6-2001  |             |
| 2000     | 1h29'47" | Hildesheim     | 9-7-2000   |             |
| 1999     | 1h31'02" | Naumburg       | 6-6-1999   |             |
| 1997     | 1h29'12" | Cassino        | 9-3-1997   |             |

## Palmarès
| Anno | Manifestazione  | Sede             | Evento       | Risultato | Prestazione | Note                                     |
| ---- | --------------- | ---------------- | ------------ | --------- | ----------- | ---------------------------------------- |
| 1995 | Universiadi     | Fukuoka          | Marcia 10 km | Argento   | 43'30"      | [ 1 ]                                    |
| 1995 | Mondiali        | Göteborg         | Marcia 10 km | 6ª        | 42'26"      |                                          |
| 1996 | Giochi olimpici | Atlanta          | Marcia 10 km | 5ª        | 42'43"      |                                          |
| 1997 | Universiadi     | Catania          | Marcia 10 km | Argento   | 44'31"      | [ 1 ]                                    |
| 1999 | Mondiali        | Siviglia         | Marcia 20 km | 27ª       | 1h38'06"    |                                          |
| 1999 | Universiadi     | Palma di Maiorca | Marcia 10 km | Argento   | 44'39"      | [ 1 ]                                    |
| 2003 | Mondiali        | Saint-Denis      | Marcia 20 km | 6ª        | 1h29'14"    | Miglior prestazione personale stagionale |
| 2004 | Giochi olimpici | Atene            | Marcia 20 km | 11ª       | 1h30'39"    |                                          |
| 2006 | Europei         | Göteborg         | Marcia 20 km | 18ª       | 1h33'56"    |                                          |

## Campionati nazionali
- 2 volte campionessa nazionale assoluta di marcia 10 km (1996, 1998)
- 1 volta campionessa nazionale assoluta di marcia 5000 m (2006)

## Altre competizioni internazionali
1995
- 7ª in Coppa del mondo di marcia ( Pechino), marcia 10 km - 42'44"

1996
- Argento in Coppa Europa di marcia ( La Coruña), marcia 10 km

1997
- 4ª in Coppa del mondo di marcia ( Poděbrady), marcia 10 km

2002
- 9ª in Coppa del mondo di marcia ( Torino), marcia 20 km - 1h31'10"